# Халилов, Захид Исмаил оглы
Захид Исмаил оглы Халилов (азерб. Zahid İsmayıl oğlu Xəlilov; 14 января 1911, Тифлис — 4 февраля 1974, Баку) — азербайджанский математик и механик. Академик и президент (1962—1967) Академии наук Азербайджанской ССР.

## Общие сведения
З. И. Халилов являлся основоположником азербайджанской школы функционального анализа и имел выдающиеся заслуги в деле дальнейшего развития этой области науки. После окончания Азербайджанского государственного педагогического института работал доцентом в Тбилисском институте инженеров железнодорожного транспорта. С 1937 года учился в аспирантуре у академика Н. И. Мусхелишвили.
В 1940 году после защиты кандидатской диссертации возвращается в Баку. Становится доцентом Азербайджанского государственного университета.
В 1942 году работает в секторе физики Азербайджанского филиала Академии наук СССР, являясь единственным математиком. В 1945 году на базе этого сектора создаётся Физико-математический институт.
В 1946 году защищает докторскую диссертацию и становится первым азербайджанцем, ставшим доктором наук в этой области. Захид Муаллим был единственным советским учёным, который почувствовал важность функционального анализа, функциональных методов в теории дифференциальных и интегральных уравнений. Написанная им книга «Принципы функционального анализа» была первой книгой в СССР, посвящённой функциональному анализу. Также он был первым учёным СССР, который исследовал спектр несамосопряжённых операторов в банаховом пространстве.
В 1944—1960 годы заведовал кафедрой теоретической механики Бакинского государственного университета.
В 1955 году избран академиком.
С 1967 по 1974 год —  директор Института математики и механики АН Азербайджанской ССР.
В 1957—1959 годы — академик-секретарь отделения физико-математических и технических наук, вице-президент АН Азербайджанской ССР.
В 1959—1962 — академик-секретарь ФМТН.
В 1962—1967 — президент АН Азербайджанской ССР.
Имел большие заслуги в подготовке высококвалифицированных кадров. Был избран президентом Общества математиков Азербайджана.

## Научная деятельность
К основным областям исследования относятся функциональный анализ и его применения к интегральным и дифференциальным уравнениям, механика сплошной среды, математическая теория систем автоматического управления и другие области математики.
З.Халилов был одним из первых математиков Азербайджана. Он заложил основы школы функционального анализа.
Решил общую краевую задачу для полигармонических систем уравнений, дал аналог метода Фурье для решения смешанных задач с неразделяющимися переменными и метод сеток для решения модельного уравнения смешанного типа. Создал теорию абстрактных сингулярных операторов, дал решение ряда задач подземной гидромеханики, применяемых в разработке нефтегазовых месторождений, исследовал спектр несамосопряжённых операторов в банаховом пространстве.

## Известные адреса
- Баку, проспект Нефтяников, 67 (Жилой дом учёных)